# ريلكس
ريلكس  (Rel-ex) هي مجموعة شركات بريطانية تضم الشركات التي تنشر المواد العلمية والتقنية والطبية والكتب المدرسية القانونية ؛ توفير أدوات صنع القرار ؛ وتنظيم المعارض. تعمل في 40 دولة وتخدم العملاء في أكثر من 180 دولة.  كانت تُعرف سابقًا باسم رييد السيفير، وقد نشأت عام 1992 نتيجة لدمج رييد الدولية، وهو ناشر كتب ومجلات بريطاني ، و إلزيفير ، ناشر علمي مقيم في هولندا. 
الشركة مدرجة في البورصة ، مع الأسهم المتداولة في بورصة لندن ، بورصة أمستردام وبورصة نيويورك للأوراق المالية (رموز شريط: لندن: REL ، أمستردام: REN ، نيويورك: RELX). يتم توليد حوالي 55 في المائة من إيرادات الشركة من الولايات المتحدة ، مع 23 في المائة من أوروبا و 22 في المائة من بقية العالم.  تعد الشركة واحدة من مكونات مؤشر فوتسي 100 و فاينانشيال تايمز جلوبال 500 و يورونكست 100 انديكس.

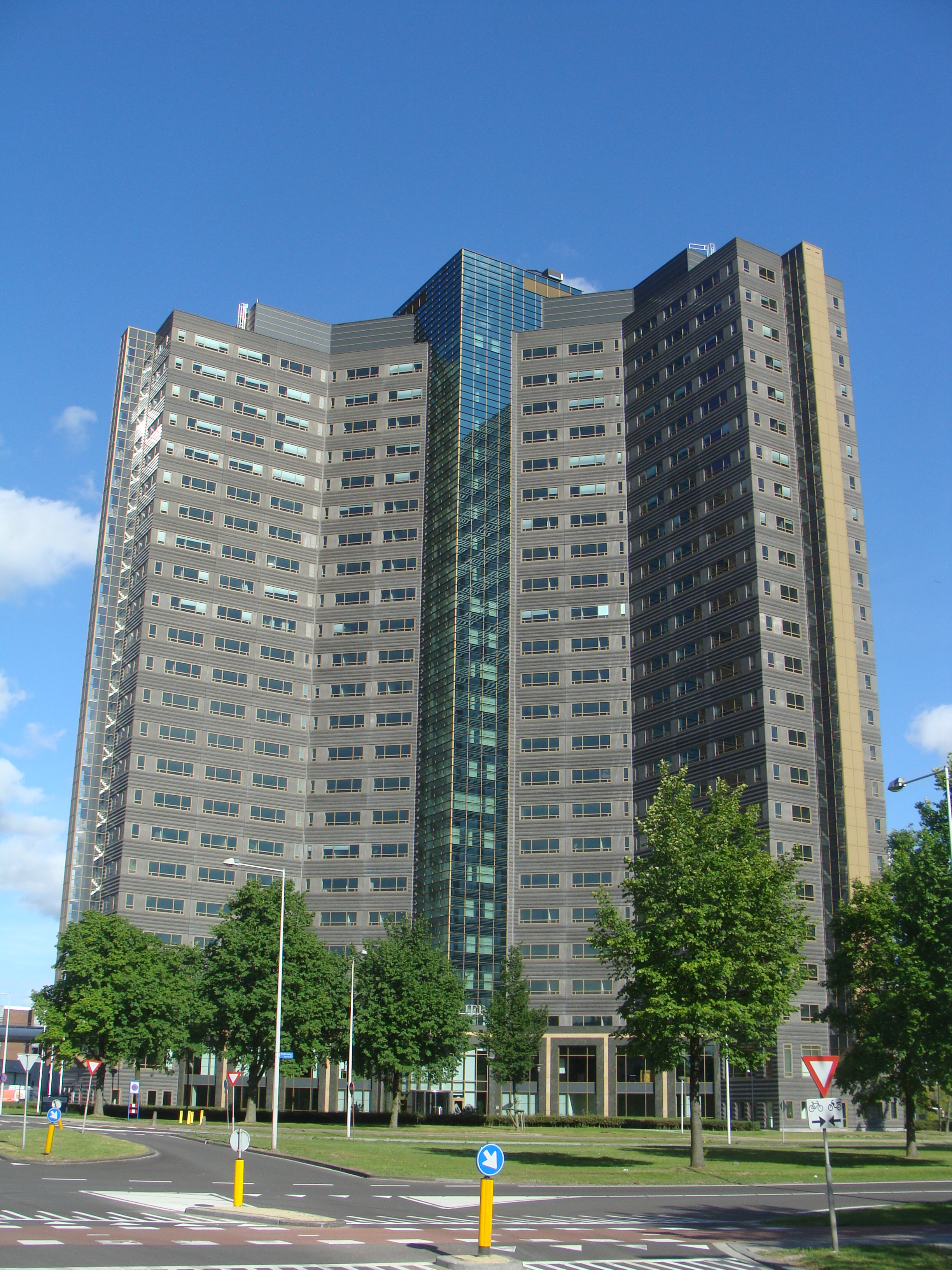
مقر أمستردام في إلسفير